# Blanca del Prado (actriz)
María Blanca Sánz Núñez de Prado (Buenos Aires, 17 de agosto de 1918 - íd. 21 de noviembre de 1991), fue una actriz argentina de radio, teatro, cine y televisión.

## Biografía
Fue integrante del coro que acompañó a Carlos Gardel en muchas de sus grabaciones y cantó por radio a mediados de los 30". 
Realizó sus comienzos en el teatro y la radio, donde integró muchos radioteatros. Se la recuerda junto a Félix Mutarelli y Elena Lucena animando los personajes de La culpa la tiene el fútbol, episodios cómicos de la novela radial de costumbres populares con libreto de Manuel Meaños.
En 1934 debutó en cine en Ídolos de la radio, de Eduardo Morera, donde hizo un breve papel al igual que en Melgarejo, de 1937. Ese mismo año es convocada para componer un personaje más destacado en Cadetes de San Martín, de Mario Soffici. 
Participó de casi 20 películas, destacándose su labor en El televisor, de Guillermo Fernández Jurado y en Si muero antes de despertar, de Carlos Hugo Christensen, donde compuso a la madre de Lucho. 
En 1959 recibió un premio Martín Fierro como mejor actriz de reparto y en 1964 participó en el exitoso ciclo El amor tiene cara de mujer, con Iris Láinez, Delfy de Ortega, Angélica López Gamio y Bárbara Mujica. 
En 1967 interpretó a la madre de Carlitos Balá en El clan de Balá, donde además formó dúo con Adolfo Linvel. 
En 1969 acompañó en cine a Sandro; y tuvo un rol destacado como la madre de Raúl, el personaje que Norberto Suárez protagonizaba en Nuestra galleguita. Sus últimos trabajos los realizó en la televisión. Su última participación cinematográfica la hizo en Brigada en acción, de Palito Ortega en 1977.
Realizó sus últimos trabajos en el medio televisivo. Falleció el 21 de noviembre de 1991 en Buenos Aires.

## Filmografía
- Brigada en acción (1977)
- Pájaro loco (1971)
- Simplemente una rosa (1971)
- Quiero llenarme de ti (1969)
- Dos en el mundo (1966)
- La sentencia (1964)
- El desastrólogo (1964)
- El televisor (1962)
- Culpas ajenas (inédita - 1959)
- El gaucho y el diablo (1952)
- Si muero antes de despertar (1952)
- Mi noche triste(1952)
- La Secta del trébol (1948)
- La serpiente de cascabel (1948)
- Melgarejo (1937)
- Cadetes de San Martín (1937)
- Ídolos de la radio (1934)

## Televisión
- Piel Naranja. (1975) Canal 13
- Piel de Pueblo (1973) Canal 7
- Nuestra galleguita. (1969) Canal 9
- Gran Hotel Carrousel (1967) Canal 13
- El clan de Balá (1967) Canal 13
- El amor tiene cara de mujer (1964) Canal 13
- Amor en si bemol (1959) Canal 7
- Todo el año es navidad (1957)